# Ильино (сельское поселение Некрасово)
Ильино— деревня в Рамешковском районе Тверской области. Относится к сельскому поселению Некрасово (до 2006 года входило в состав Рамешковского сельского округа).
Находится в 3 километрах к югу от районного центра Рамешки, на старом Бежецком шоссе, где от него отходит дорога на Алёшино — Киверичи. Новая трасса «Тверь — Бежецк — Весьегонск — Устюжна» проходит в 1 км восточнее.
В 2001 году в деревне в 13 домах постоянно проживали 24 человека, 10 домов — собственность наследников и дачников.